# کوبان (مولکول)
کوبان یا به تلفظ صحیح‌تر کیوبِین (به انگلیسی: Cubane) با فرمول مولکولی C۸H۸ یک مولکول هیدروکربن شناخته شده و متشکل از هشت اتم کربن که در ساختار یک مکعب قرار گرفته‌اند.این ماده بلوری و جامد برای اولین بار در سال ۱۹۶۴ توسط فیلیپ ایتون و توماس کول سنتز شد. تا قبل از سنتز کوبان، محققان معتقد بودند که مولکولهای کربنی مکعبی شکل ابه‌خاطر ناپایداری ناشی از فشار زاویه‌ای زیاد، پایدار نیستند و امکان تهیه آنها وجود ندارد. 